# 飛野悟志
飛野 悟志（ひの さとし、1962年〈昭和37年〉2月10日 - ）は、日本の俳優、演出家。京都府出身。有限会社ファイナル・バロックの代表取締役。

## 略歴
16歳の時に上京し、東京演劇ゼミナールに入所。高校卒業後、多摩芸術学園演劇科へ進む。その後も俳協を経て、映画監督・伊藤智生に師事し、19歳でNHK、TBSの連続ドラマでデビューする。
2014年、2016年に主演した連続テレビドラマ『深夜の用心棒』のエンディング曲「モノクローム」（作詞作曲：森正明）で大日方丈二としてシンガーデビューを果たした。
舞台・映像制作会社である有限会社ファイナル・バロックの代表取締役。
2019年、劇的スペース・オメガ東京を設立。
2021年、アフターコロナの演劇界を見据えてシアター・アルファ東京を設立。

## 出演作品・番組

### ドラマ
- 男たちの旅路（NHK）
- ちょっと神様（TBS）
- 日曜劇場『おとうさん』（2002年、TBS）レギュラー
- 深夜の用心棒（2013年、チバテレビ） - 主演・大日方丈二
- 深夜の用心棒〜Episode♯0（2014年4月2日 - 6月18日、tvk） - 主演・大日方丈二[4]

### 映画
- BLOOD-TWO EAGLE（1998年、監督：やなぎさわやすひこ）
- Peach（2001年、監督：大塚祐吉）
- Peach MAKER（2002年、監督：大塚祐吉）
- コイシイヒト（2009年、監督：旭井寧）
- 神の血（2010年、監督：是枝勉）
- 不良少年〜3000人の総番〜（2012年、監督：宮野ケイジ）
- 仁義の戦い（2012年） - 三代目神宮会石川組組長
- 追跡者 SHOTGUN（2012年） - 北斗会幹部 舟木
- MAYAKASI（2013年、監督：松井哲也） - 早川英介
- 日本統一（2013年、監督：山本芳久）- 初代侠和会若頭補佐 八神統一郎
- 三代目代行2（2014年、監督：渋谷正一） - 林葉組若頭 田井中伍郎

### Vシネマ
- 男たちの遊戯（2001年、監督：松井哲哉） - 主演・西崎（探偵）
- サバイバル自衛隊（2004年、監督：水木英昭）
- 『踊るやくざ 組長は、わたし?!』（2005年、監督：友松直之）
- 裏盃の軍団 第一部／第二部／第三部（2009年、監督：辻裕之）全3作 - 三代目山辰組服部組若頭補佐 烈志会会長 狭間菊次
- 新・日本極道地帯（2009年、監督：辻裕之）
- 裏切りの挽歌（2009年、監督：塩澤浩二） - ヒットマン
- 裏切りの挽歌（復讐編）（2009年、監督：塩澤浩二）
- 群狼の伝説（2009年、監督：辻裕之） - 後藤源治
- 実録・若頭（2009年、監督：辻裕之）
- 極道の紋章 第十一章（2009年、監督：片岡修二） - 関東睦会 弘和会幹部 目黒組組長 目黒勝彦
- 外道軍団（2010年、監督：片岡修二） - 啓仁会黒崎組組長
- 実録・若頭 完結編（2010年） - 三代目山神組若頭補佐 豪秀会会長 中森勝秀
- 実録マフィアンヤクザ DIRTYCONNECTION（2010年、監督：後藤憲治 / プロデューサー：飛野悟志） - 永嶋組組長 永嶋
- 新・日本暴力地帯（2010年） - 柳原組若頭補佐 前田
- BLOODY APOCALYPSIS 鮮血の黙示録（2010年、監督：是枝勉） - 鬼束
- 新・野望の軍団1・2・3（2011年、監督：辻裕之） - 仁王会理事長 ゴトウ
- 新・まむしの兄弟（2011年、監督：辻裕之）
- バウンティハンター（2011年） - 菊山虎一（保釈逃走中）
- 抗争の黙示録（2012年、監督：片岡修二） - 五代目山神組直参三代目神健会系石秀会会長 石原秀人
- 修羅の花道2（2012年、監督：壷井詠二） - 四代目山王会若頭 二代目谷健組組長 渡来芳則
- 首領の道 シリーズ（2012年・2014年、監督：辻裕之）
  - 首領の道3・4（2012年5月・8月） - 近正会若頭 古野
  - 首領の道11（2014年6月）
  - 首領の道12（2014年8月）
  - 首領の道13（2014年10月）
- 修羅の宿命（2012年、監督：辻裕之） - 鬼王会幹部
- 修羅の宿命 完結編（2012年、監督：辻裕之）
- 踊るやくざ YAKUZA-MAN参上！（2012年、監督：中原敦） - 大和組若頭 小林清志郎
- ピストル楊（2012年） - 銃の売人
- チンピラ（2012年、監督：末永賢）
- 獅子の叫び（2012年） - クラタ(刑事、桜庭の元同僚)
- 傷だらけの侠達（2012年） - 梅田組
- 日本犯罪史 欲望の穴（2013年、監督：末永賢） - ヤクザ
- FLOWER1,2（2013年、監督：旭正嗣）全2作 - 児島組組長
- 日本統一2（2013年、監督：山本芳久） - 二代目侠和会幹部 八神統一郎
- 日本統一3（2013年、監督：山本芳久） - 京都 信闘会幹部 八神統一郎
- 日本統一9（2014年、監督：山本芳久） - 名古屋 三代目重光一家若頭 花田茂
- 除籍 血濡れの怪文書（2014年、監督：渋谷正一） - 四代目七徳会幹部 矢藤組組長 矢藤覺
- 最後の極道（2014年） - 勝又組幹部 クロマサ
- フィクサー（2014年、監督：城島想一）
- 関東極道連合会 第一章（2014年、監督：岬英昭） - 伊澤会会長 伊澤
- 関東極道連合会 第二章（2014年、監督：岬英昭）
- 関東極道連合会 第三章／第四章（2015年、監督：山本芳久）
- 代紋の墓場 シリーズ（2014年 - 2016年） - 天満大瀬組若頭 石堂組組長 石堂武士
  - 代紋の墓場1 - 4（2014年・2015年、監督：金澤克次）
  - 代紋の墓場5・6（2016年、監督：山本芳久）
  - 代紋の墓場7・8（2016年、監督：辻裕之）
- 裏門釈放1・2（2017年、監督：辻裕之） - 稲村組幹部 広川勝
- 極道の門 第一部～第四部（2018年、監督：旭正嗣） - 二代目大政組幹部 倉嶋組組長 倉嶋正吾
- 極道の門 第五部～第七部（2019年、監督：金澤克次）
- 影と呼ばれた男たち5・6（2020年、監督：片岡修二） - ケイジン会 スギヤマ
- 極道の紋章レジェンド1・2・3（2021年、監督：片岡修二） - 関西侠友会若頭 新井組組長 新井圭吾

### 舞台
- リア王（1991年、パナソニック主催）
- ヤマトタケル（1992年、舞踏メイン出演）
- 真夏の夜の夢（1993年、黒柳徹子主催）
- ミサイルという名の少年（1999年、脚本：稚荷覧） - 主演
- 東京森林（2000年、脚本：小松杏里）‐主演
- 踊るやくざシリーズ（2002年 - 2013年、脚本：武田直樹） - 主演・小林清志郎
- よいではないか（2005年） - 丹下佐膳
- 極道人生いばら道（2005年、製作：吉本興業、プロデュース：宮川花子） - 主演
- 花より大好き夢絵巻（2006年、製作：吉本興業） - ゲスト出演
- 銀幕愚連隊（2010年） - 鶴田浩二 / 演出
- AFTER STAGE〜舞台裏から愛を込めて〜（2010年、脚本：高橋いさを）
- 華麗なる円舞曲（2011年） - ゲスト出演
- 極道協奏曲（2013年） - 主演
- お菓子放浪記（2017年） - 主演
- 天切り松　闇がたり（2018年） - ゲスト主演
- 好男子の行方（2018年作演出：高橋いさを） - 主演
- モナリザの左目（2019年、脚本：高橋いさを） - 滝島
- 手紙ー届かなかったラブレター（2020年）
- Biautiful Runner（2021年）
- 蘇州夜曲2022（2022年）-ゲスト出演
- 高島嘉右衛門列伝４（2022年）-吉田松陰
- 高島嘉右衛門列伝４〜再演（2023年）-吉田松陰
- 七堂伽藍〜名古屋公演（2023年）-徳川家康
- 張井の災難（2023年、作・演出：髙平哲郎）張井村長
- 七堂伽藍〜東京公演（2023年）-徳川家康
- 北陸文化ノ百花繚乱～龍の翼（2023年）-前田利家
- 高島嘉右衛門列伝５（2023年）-大久保利通
- 筒井康隆笑劇場（2024年、作：筒井康隆 / 構成・演出：高平哲郎）[5]
- ヴェニスの商人（2025年、作：W・シェイクスピア / 演出：石山雄大）

### TV
- CS「衛星劇場」、他。

### ラジオ
- AMUSEMENT MANIA（SHIBUYA-FM、2001年〜2003年） - メインパーソナリティ

### CF・ナレーション
- SONY「VAIO」
- 映画「ボディカウント」
- アジアンカルチャーオーガナイズ「アオハラ」
- JOY「バタフライ」
- KORG「KARMA」他。

### レポーター
- 千葉テレビ「フライデーナイトフィーバー」

## シアター・アルファ東京
シアター・アルファ東京は恵比寿（東京都渋谷区東三丁目）にある小劇場。